# Dendrochilum oxyglossum
Dendrochilum oxyglossum är en orkidéart som beskrevs av Rudolf Schlechter. Dendrochilum oxyglossum ingår i släktet Dendrochilum och familjen orkidéer.
Artens utbredningsområde är Java. Inga underarter finns listade i Catalogue of Life.